# Malichita
Malichita es una localidad rural del municipio de Empalme ubicada en el sur del estado mexicano de Sonora en la zona del valle de Guaymas. Según los datos del Censo de Población y Vivienda realizado en 2020 por el Instituto Nacional de Estadística y Geografía (INEGI), Malichita tiene un total de 636 habitantes. Fue fundada en el año 2000 al adquirirse estos terrenos para el uso de la agricultura por la compañía Agropecuaria Malichita SA de CV.

## Geografía
Malichita se sitúa en las coordenadas geográficas 28°04'07" de latitud norte y 110°33'56" de longitud oeste del meridiano de Greenwich, a una elevación de 59 metros sobre el nivel del mar.